# Sole d'Europa
Sole d'Europa è un singolo di Enrico Ruggeri. È una ballata drammatica, nella quale il cantante chiede al sole di bagnare l'Europa di luce perché possa dimenticare i suoi problemi.
La canzone fu presentata all'Eurovision Song Contest 1993, che si svolse il 15 maggio in Irlanda ed uscì come singolo in abbinamento al brano Bianca Balena, tratto dall'album La giostra della memoria. Fu poi inclusa nell'album del 1996 Fango e stelle, in una versione che prevede anche una strofa cantata in tedesco ed una in francese.